# Rosa persica
Rosa persica (syn. Hulthemia persica) — вид рослин з родини трояндових (Rosaceae).

## Опис
Це низький, розкидисто-гіллястий кущ. Молоді гілочки, шипи (принаймні в нижній їх частині), листя з обох сторін або принаймні знизу, злегка оксамитові від більш-менш густих коротких, відстовбурчених волосків. Листки вузько-еліптичні, вузько-обернено-яйцюваті або клиноподібні, на короткому черешку, при основі звужені чи дуже рідко закруглені; зубці зазвичай короткі. Квітки поодинокі, верхівкові, 2.5–3.5 см в діаметрі. Гіпантії кулясті, щетинисті. Чашолистки цільні, довгасто-ланцетні, гострі, увігнуті, з обох сторін м'яко запушені, лишаються при плодах. Пелюстки розчепірені, золотисто-жовті, з темно-пурпуровою плямою при основі, широко-обернено-яйцюваті, злегка виїмчасті на верхівці. Тичинки чорно-фіолетові. Плоди ≈ 10 мм завдовжки, густо вкриті шипиками, фіолетові, по висиханні коричневі. Насіння довгасте, ≈ 5 мм завдовжки, темно-коричневе, блискуче.

## Поширення
Зростає у центральній Азії: пн. Афганістан, Іран, Казахстан, Киргизстан, Таджикистан, Туркменістан, Узбекистан, пд.-зх. Сибір, Синьцзян.
Зростає в пустельних глинистих і солонцюватих місцях, рідше на кам'янистих і глинистих схилах.